# Medicina personalizada
Medicina personalizada, ou MP, é um modelo médico que propõe a personalização dos serviços de saúde, isto é, as decisões médicas, as práticas, e os produtos sendo adaptados para o organismo de cada ser humano. O uso de informação genética tem desempenhado um grande papel em certos aspectos da medicina personalizada, sendo que o termo foi primeiramente cunhado no contexto da genética (embora, nos dias de hoje, tenha sido ampliado para abranger todos os campos da medicina). Existe um senso sempre foi inerentemente individual, MP deve denotar o uso de algum tipo de tecnologia ou descoberta que possibilita um nível de personalização anteriormente inviável e/ou impraticável.

## Plano de fundo
Diagnósticos clínicos tradicionais e gestão focada nos sintomas e sinais clínicos de um único paciente, histórico médico e familiar e dados de laboratório e avaliação de imagens para diagnosticar e tratar doenças. Todo esse conjunto, na sua imensa maioria, é uma abordagem de tratamento reativa, ou seja, tratamento e medicação começa quanto os sinais e/ou sintomas aparecem.
Avanços em genética médica e genética humana propiciaram uma compreensão mais detalhada do impacto da genética nas doenças. Grandes projetos de pesquisa colaborativa (por exemplo, o Projeto Genoma Humano) lançaram as bases para o entendimento das funções dos genes no desenvolvimento humano e na fisiologia, revelou o polimorfismo de nucleotídeo único (PUN), que influencia da variabilidade genética entre indivíduos, tornou viável o uso do Estudo de Associação do Genoma Completo (EAGC) para examinar variação genética e risco para muitas doenças comuns.

## Aplicações potenciais

### Farmacogenética, metabolômica, e proteômica
Desde a década de 1990, o advento de pesquisas usando bancos de dados biológicos trouxe progressos à biologia molecular, proteômica, análisemetabolômica, exame genético, e medicina molecular. Outro desenvolvimento significativo é a noção de diagnóstico companion (companion diagnostics), em que ensaios moleculares que medem o nível das proteínas, genes ou mutações específicas são empregados objetivando o fornecimento de terapias especiais para condições individuais - pela estratificação do status da doença, seleção da medicação apropriada, e adequação da dosagem para as necessidades específicas de cada paciente.
Farmacogenética é o campo de estudo que examina o impacto da diversidade genética e as respostas das drogas através de biomarcadores. Essa abordagem intenta dimensionar de forma precisa a terapia com drogas à dosagem mais apropriada possível a um determinado paciente, com o potencial de aumentar a eficácia e segurança dos remédios. Outros benefícios incluem redução de tempo, de custo, e diminuição do percentual de falha de testes clínicos na produção de novas drogas pelo uso de biomarcadores precisos. Pesquisa centradas em genes, também podem acelerar o desenvolvimento de novas terapias.